# Willa Quodbacha w Szczecinie
Willa Quodbacha – zabytkowa willa znajdująca się przy alei Wojska Polskiego 66 w Szczecinie.
Zaprojektowana w 1876 roku przez C.J. Deckera willa była jedną z pierwszych powstałych na przedpolach dawnej twierdzy. Budynek został oddany do użytku w 1877 roku. W 1884 roku dobudowano do niego wozownię, a rok później zaprojektowany przez Alberta Müllera dwukondygnacyjny budynek gospodarczy z wieżyczką (obecnie na osobnej posesji pod adresem Wojska Polskiego 66a). W kolejnych latach willa przechodziła liczne rozbudowy i przebudowy. W 1899 roku dobudowano schody prowadzące na werandę od frontu oraz werandę ze schodami wychodzącymi z pokoju pani na ogród, a w 1903 roku w części południowej dostawiono dodatkowy pokój. W 1936 roku odsprzedano część działki od strony południowej (obecnie ul. 5 Lipca pod nr 1-1a), na której nowy właściciel wybudował dom mieszkalny.
Pierwszym właścicielem willi był przedsiębiorca Quodbach. Później należała kolejno do lekarza Wegnera (1894), tajnego radcy państwowego Delbrücka (1899), szczecinianki E. Korte (1903) i kupca Artura Appelta (1936). Instalację elektryczną założono w budynku dopiero w 1919 roku. W czasie II wojny światowej w willi mieściła się firma kamieniarska Flemming H. & Co. Steine und Erden-Grosshandlung. Po 1945 roku w budynku najpierw urzędowała prokuratura wojskowa, następnie w latach 50. ulokowano w nim siedzibę zarządu wojewódzkiego Towarzystwa Przyjaźni Polsko-Radzieckiej, przy którym działała kawiarnia „Drużba” i kino. Po przemianach ustrojowych w willi znalazły swoją siedzibę Stowarzyszenie Współpracy Polska-Wschód i Stowarzyszenie Polska-Łotwa. W podziemiach otwarto w 1992 roku restaurację Hajfong Tropical, górne pomieszczenia zajęła natomiast restauracja „Villa Astoria”, organizująca przyjęcia okolicznościowe. Pod koniec 2018 roku w willi otworzono restaurację Evil Steak House.
Wzniesiony w stylu neoklasycystycznym budynek posadowiony został na wysokim cokole. Posiada dwuspadowe dachy i trzytraktowe wnętrze. W środkowej części fasady frontowej znajduje się ryzalit w formie portyku. Ostatnia kondygnacja ma formę mezzanino. Okna obramowane są pilastrami zwieńczonymi jońskimi kapitelami, poniżej nich znajdują się natomiast płyciny z dekoracjami. We wnętrzu zachował się oryginalny parkiet, stolarka drzwi i sztukaterie na sufitach. W pomieszczeniach na parterze mieściły się pierwotnie pokój pani, jadalnia, salon, kuchnia i pokój dla gości, na piętrze łazienki, toaleta i pokoje, w piwnicy natomiast pralnia, magazyny i pomieszczenia dla służby. Od frontu i na tyłach domu znajdował się okazały ogród.